# (33928) 2000 LJ27
2000 LJ27 (asteroide 33928) é um asteroide da cintura principal. Possui uma excentricidade de 0.21184910 e uma inclinação de 12.00969º.
Este asteroide foi descoberto no dia 6 de junho de 2000 por LONEOS em Anderson Mesa.